# Корбин, Мертл

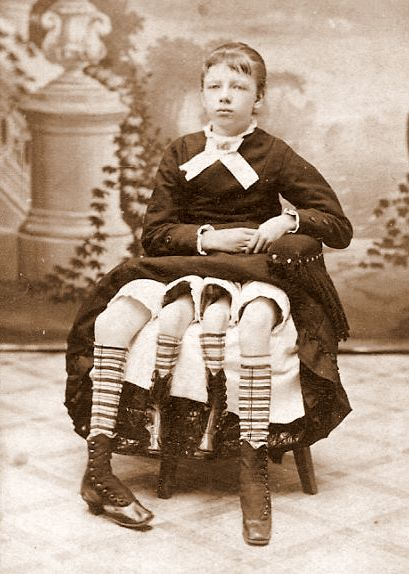
Мертл Корбин. Ок. 1880

Жозефи́на Мертл Ко́рбин (англ. Josephine Myrtle Corbin; 12 мая 1868, округ Линкольн, Теннесси — 6 мая 1928, Клиберн, Техас) — американка, родившаяся с удвоенным тазом и четырьмя ногами. Каждая из её маленьких «внутренних» ног составляла пару с одной из нормальных ног. По словам Корбин, она могла двигать своими внутренними ногами, но они были слишком слабыми, поэтому ходить на них было невозможно. На протяжении своей жизни работала актрисой в бродячих цирках, кроме того, привлекла серьёзное внимание врачей своего времени.
Родителями Корбин были Уильям Х. Корбин, которому было 25 лет на момент рождения дочери, и Нэнси Корбин (урождённая Саллинс), которой на момент рождения дочери было 34. Оба родителя были описаны врачами, которые осматривали ребенка вскоре после рождения, как очень похожие по внешнему виду, «оба имеют рыжие волосы, голубые глаза и очень светлую кожу»; они выглядели настолько похоже, что врачи посчитали необходимым особо отметить, что они не были «кровными родственниками». У Корбинов было четыре сына и четыре дочери в общей сложности, в том числе дочь от первого брака Нэнси.
Рождение младенца Мертл не было отмечено ничем «особенным», по словам её матери. Врачи, которые осматривали ребенка вскоре после её рождения, отметили, что тазовое предлежание «оказалось бы роковым для младенца и, возможно, для матери». Корбин после рождения выглядела как сильный ребёнок, через три недели после рождения весила 10 фунтов и, как было сообщено в журнале, опубликованном в том же году, «росла здоровой» и «чувствовала себя хорошо».
Девочка появилась на свет с удвоенным тазом, четырьмя ногами и двумя вагинами. Медицинское исследование показало, что две правые ноги принадлежали нижней части несформировавшегося сиамского близнеца, который мог бы стать сестрой Мертл — аномалия случается из-за поглощения одного зародыша другим. При этом обе нижние половины были полностью функциональны с точки зрения секса и деторождения.
В тринадцатилетнем возрасте Корбин стала участвовать в сайдшоу под псевдонимом «Четырёхногая девочка из Техаса». Одна из первых рекламных брошюр её выступлений описывала её как «нежную, как летнее солнце, и счастливую настолько, насколько долгим может быть день». Её популярность в сайдшоу была такова, что другие владельцы бродячих цирков стали выставлять на показ публике фальшивых четырёхногих женщин — и даже когда сама Корбин уже не выступала, ей по-прежнему составляли конкуренцию несколько женщин с поддельными дополнительными ногами.
В девятнадцать лет Корбин вышла замуж за доктора Клинтона Бикнелла, от которого родила пятерых здоровых детей: четырёх дочерей и сына. В цирке Мертл перестала выступать, когда вышла замуж, но её популярность была настолько большой, что вскоре появилось сразу несколько фальшивых подражательниц, которые приделывали себе дополнительные пары ног с помощью бутафории.
Мертл была единственной в мире четырехногой женщиной. Корбин умерла от стрептококковой инфекции 6 мая 1928 года, в Клебурне, Техас.  В роду Корбин больше не было таких аномалий, даже не рождались близнецы.